# Ямайский малый козодой
Ямайский малый козодой (лат. Siphonorhis americana) — возможно, вымерший вид птиц из семейства настоящих козодоев. Эндемик Ямайки.
Ещё до того, как первый экземпляр попал в музеи, ямайский малый козодой уже упоминался в литературе. Ганс Слоан описал и проиллюстрировал в 1707 году в своей книге «A voyage to the islands Madera, Barbadoes, Nieves, St Christophers, and Jamaica» птицу, которую он назвал Noctua minor ex pallido et fusco varia (малая лесная сова). Джон Рэй описал птицу в 1713 году в своей книге «Synopsis methodica avium» как Caprimulgus seu Noctua sylvatica Jamaycensis minor. Патрик Броун описал вид в 1756 году в своём труде «The civil and natural history of Jamaica. In three parts» как Hirundo 2. Major subfusca miscella, maculâ alba sphaerica in ultrâque alâ. Карл Линней в 1758 году в своей систематике животных опирался на упомянутых выше авторов, и описал ямайского малого козодоя как Caprimulgus americanus. Филипп Склейтер перенёс вид в 1861 году в новый род Siphonorhis.

## Описание
Ямайский малый козодой достигал в длину 23—25 сантиметров. У самцов верхняя сторона была красновато-коричневой с коричневыми полосками. На верху головы можно видеть широкие полоски. Характерной особенностью являлась белая полоса на горле. Кроющие крыльев были красновато-коричневые, с буро-жёлтыми пятнами на кончиках. Спина и гузка обозначены чёрными полосками. На плечах имелись большие чёрные пятна и узкие беловатые полоски. Первостепенные маховые были чёрно-коричневые с красновато-коричневыми полосками. Хвостовые перья чередовались красно-коричневыми полосами с тёмно-коричневыми пятнами. Подбородок и грудь были тёмно-коричневые. Нижняя сторона была светло-коричневой с тёмно-коричневыми полосами. Оперение самок было бледнее.

## Образ жизни
Ямайский малый козодой вёл строго ночной образ жизни. Гнездился, вероятно, на земле. О местах обитания птиц мало известно. Вероятно, обитал в известняковом лесу или в открытом полузасушливом лесу на южной стороне Ямайки. Питание состояло из насекомых.

## Природоохранный статус
Сегодня известны четыре музейных экземпляра ямайского малого козодоя. Первый экземпляр самца собрали в 1844 году, второй экземпляр самца — в августе 1858 года, самку нашли в сентябре 1859 года. Последний экземпляр самца был добыт в ноябре 1860 года вблизи Спаниш-Тауна.
Возможной причиной исчезновения вида стали обезлесение и инвазивные хищники, такие как мангусты, ввезённые в 1872 году, крысы, собаки, кошки и свиньи.
В 1980 году неопознанные козодои наблюдались на реке Milk River и в Hellshire Hills. По этой причине, МСОП относит вид к категории находящихся под угрозой исчезновения.